# Enn Leisson
Enn Leisson (11 de julho de 1942, Tallinn - 10 de junho de 1998, Tallinn) foi um político e jornalista estoniano.
Ele era membro do XII Soviete Supremo da Estónia. Ele também foi membro do Congresso da Estónia e da Assembleia Constitucional da Estónia.
Ele escreveu vários roteiros de filmes para documentários.